# 愛宕山古墳 (行田市)
愛宕山古墳（あたごやまこふん）は、埼玉県行田市埼玉にある古墳。形状は前方後円墳。埼玉古墳群を構成する古墳の1つ。国の特別史跡に指定されている（特別史跡「埼玉古墳群」のうち）。

## 概要
- 墳丘長54.7メートル
- 後円部径26.4メートル・高さ3.6メートル
- 前方部幅31.4メートル・高さ3.7メートル

埼玉古墳群中、最小の前方後円墳。発掘調査が行われた範囲が狭いので、古墳全体の形の復元は今のところ困難であるが、周濠は方形で二重にめぐっていると見られる。造り出しはないとみられる。一部が発掘調査され、円筒埴輪、朝顔形埴輪、大刀形埴輪、男子人物埴輪（髪の結い方が判別できるものや、冑をかぶった武人）などが出土。これらの埴輪の形式から、築造時期は6世紀中頃だと思われる。ただし、埋葬施設は未調査である。名前は墳頂部に愛宕社が祀られていたことに由来する。別名愛宕塚古墳。
1968年の発掘調査において当初の予定は愛宕山古墳であった。しかし前方部が失われていた上に、残された後円部も崩壊の危険があったため、稲荷山古墳が発掘されることになった。

## 関連文献
（記事執筆に使用していない関連文献）
- 『埼玉県行田市 埼玉愛宕山古墳の測量・GPR調査（早稲田大学東アジア都城・シルクロード考古学研究所 デジタル調査概報 第4冊）』早稲田大学東アジア都城・シルクロード考古学研究所、2022年。 - リンクは奈良文化財研究所「全国遺跡報告総覧」。